# وست پام بیچ (فلوریدا)
وست پام بیچ (به انگلیسی: West Palm Beach) شهری است در ایالت فلوریدا از کشور ایالات متحده آمریکا.
این شهر حومه‌ای است از میامی.

## نگارخانه

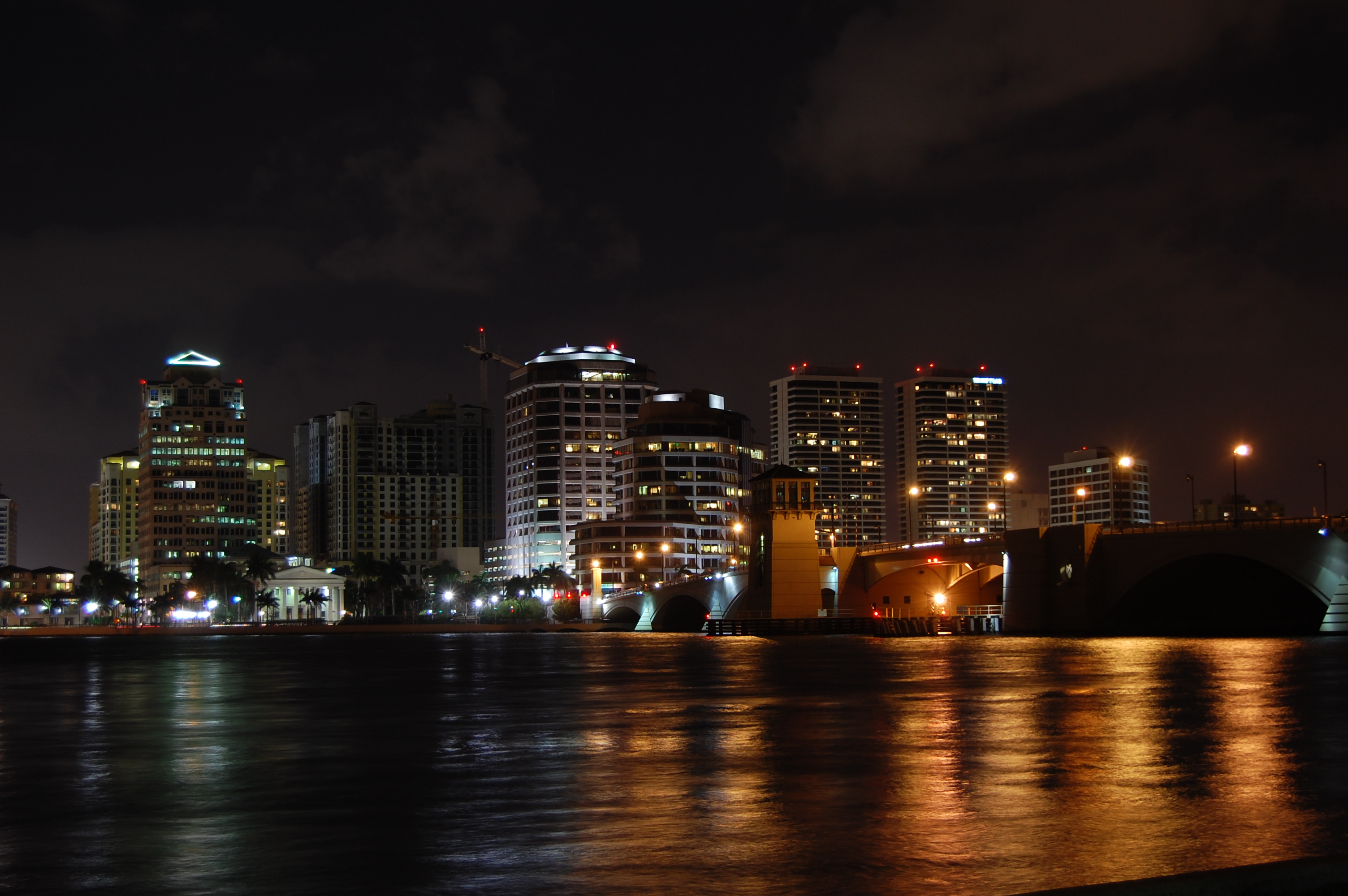
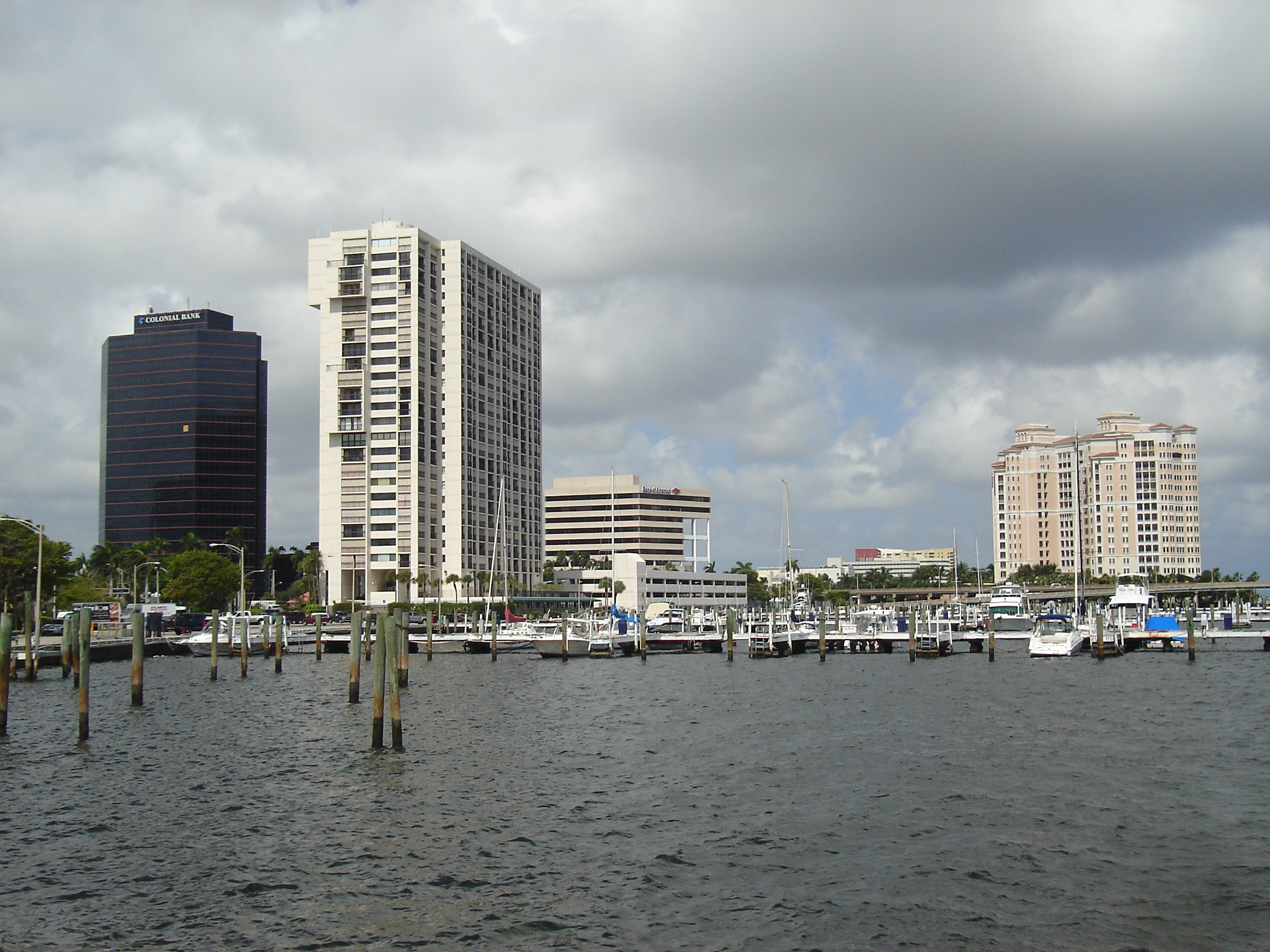
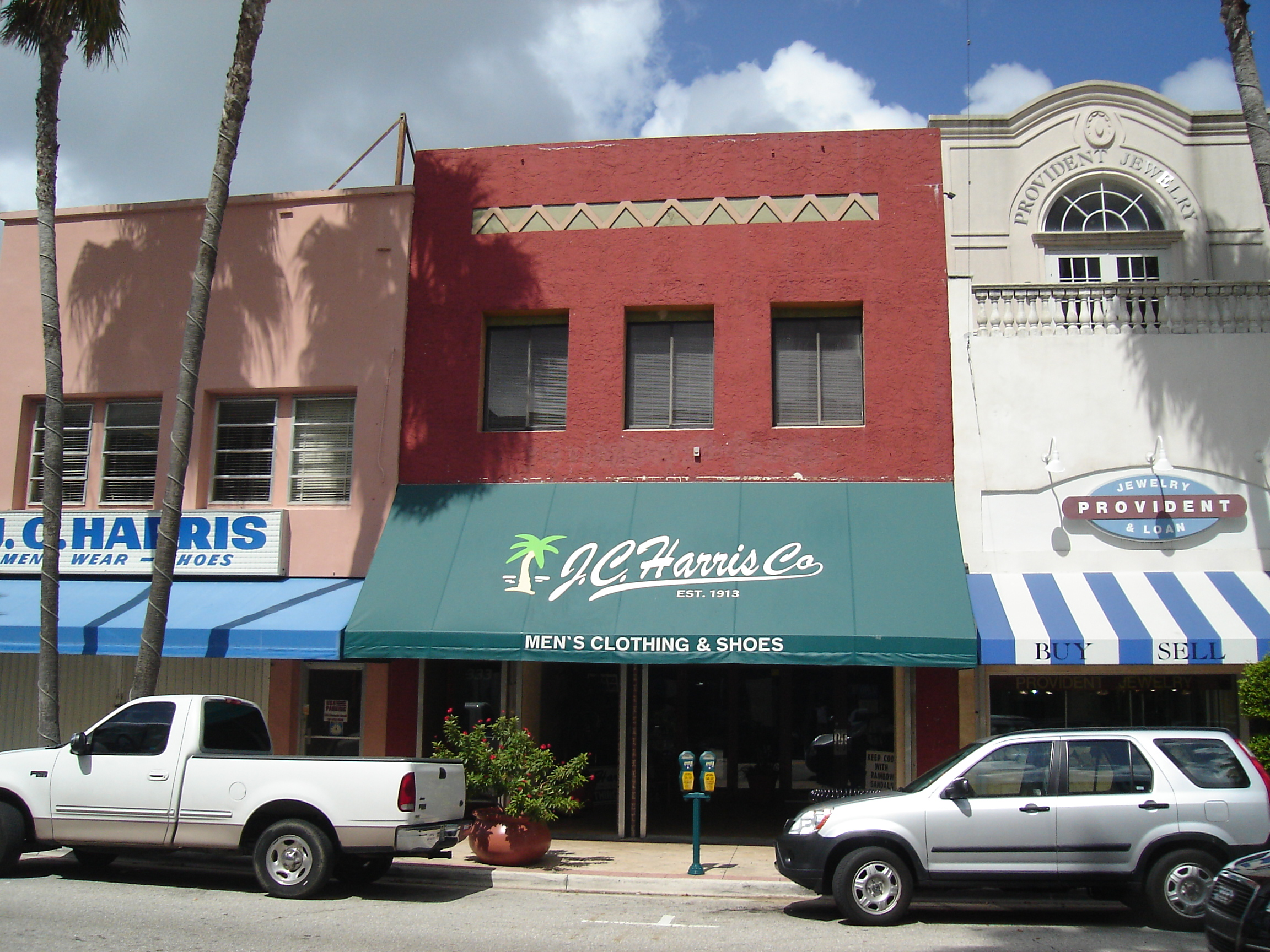

## مراکز دیدنی
- لاین کانتری سافاری